# 彭大
彭大（1312年—1354年），元朝末年淮北红巾军领袖。
彭大即老彭，又称彭二。原为樵夫，1351年，芝麻李起义，彭大随从，攻克徐州。1352年，脱脱攻徐州，芝麻李被杀。彭大和赵均用領敗兵前往由郭子興、孫德崖所據的濠州（今安徽省凤阳县）。1354年，彭大病死，部队由其子彭早住统领。